# 강원특별자치도의 사찰 목록
강원특별자치도의 사찰 목록은 문화체육관광부의 2005년 5월 자 자료를 기본으로 하여 빠진 내용을 추가한 것들이다.
- 감추사 - 강원특별자치도 동해시 송정동 산12-1 (태고종)
- 건봉사 - 강원특별자치도 고성군 거진읍 냉천리 36 (조계종)
- 계조암 - 강원특별자치도 속초시 설악동 산40 (조계종)
- 관음사 - 강원특별자치도 강릉시 금학동 29 (조계종)
- 구룡사 - 강원특별자치도 원주시 소초면 학곡2리 1029 (조계종)
- 국형사 - 강원특별자치도 원주시 행구동 98 (조계종)
- 극락사 - 강원특별자치도 평창군 평창읍 중리 219 (조계종)
- 극락암 - 강원특별자치도 고성군 간성읍 교동리 280 (조계종)
- 낙가사 - 강원특별자치도 강릉시 강동면 정동진리 산17 (조계종)
- 낙산사 - 강원특별자치도 양양군 강현면 진전리 55 (조계종)
- 도피안사 - 강원특별자치도 철원군 동송읍 관우리 450 (조계종)
- 명주사 - 강원특별자치도 양양군 현북면 어성전리 488 (조계종)
- 미륵사 - 강원특별자치도 고성군 소재 사찰
- 백담사 - 강원특별자치도 인제군 북면 용대리 690 (조계종)
- 백련정사 - 강원특별자치도 인제군 인제읍 상동3리 383 (조계종)
- 법왕사 - 강원특별자치도 강릉시 구정면 어단리 926 (조계종)
- 법흥사 - 강원특별자치도 영월군 무릉도원면 법흥리 422-1 (조계종)
- 보광사 - 강원특별자치도 횡성군 횡성읍 남산리 산16-5 (조계종)
- 보덕사 - 강원특별자치도 영월군 영월읍 영흥12리 1110 (조계종)
- 보문사 - 강원특별자치도 원주시 행구동 산105 (태고종)
- 보현사 - 강원특별자치도 강릉시 성산면 보광리 산544 (조계종)
- 봉복사 - 강원특별자치도 횡성군 청일면 신대리 138 (조계종)
- 봉정암 - 강원특별자치도 인제군 북면 용대리 산76 (조계종)
- 삼장사 - 강원특별자치도 삼척시 성내동 8-1 (조계종)
- 삼화사 - 강원특별자치도 동해시 삼화동 산172 (조계종)
- 상원사 - 강원특별자치도 원주시 신림면 성남2리 1060 (조계종)
- 상원사 - 강원특별자치도 춘천시 서면 덕두원리 54-3 (조계종)
- 수타사 - 강원특별자치도 홍천군 영귀미면 덕치리 산9 (조계종)
- 신흥사 - 강원특별자치도 삼척시 근덕면 동막리 1332 (조계종)
- 신흥사 - 강원특별자치도 속초시 설악동 산170 (조계종)
- 심원사 - 강원특별자치도 철원군 동송읍 상노리 72-1 (조계종)
- 영원사 - 강원특별자치도 원주시 판부면 금대2리 1388 (조계종)
- 영은사 - 강원특별자치도 삼척시 근덕면 궁촌리 924 (조계종)
- 영천사 - 강원특별자치도 원주시 태장 1동 122-1 (조계종)
- 영혈사 - 강원특별자치도 양양군 양양읍 파일이리 산323 (조계종)
- 오세암 - 강원특별자치도 인제군 북면 용대리 산75 (조계종)
- 용연사 - 강원특별자치도 강릉시 사천면 사기막리 821 (조계종)
- 월정사 - 강원특별자치도 평창군 진부면 동산리 63 (조계종)
- 입석사 - 강원특별자치도 원주시 소초면 흥량3리 산1784 (조계종)
- 정암사 - 강원특별자치도 정선군 고한읍 고한리 산213 (조계종)
- 천은사 - 강원특별자치도 삼척시 미로면 내미노리 785 (조계종)
- 청평사 - 강원특별자치도 춘천시 북산면 청평 1리 675 (조계종)
- 홍련암 - 강원특별자치도 양양군 강현면 진전리 산5-2 (조계종)
- 화암사 - 강원특별자치도 고성군 토성면 신평리 476 (조계종)

## 같이 보기
- 한국의 사찰 목록